# Gama (azienda)

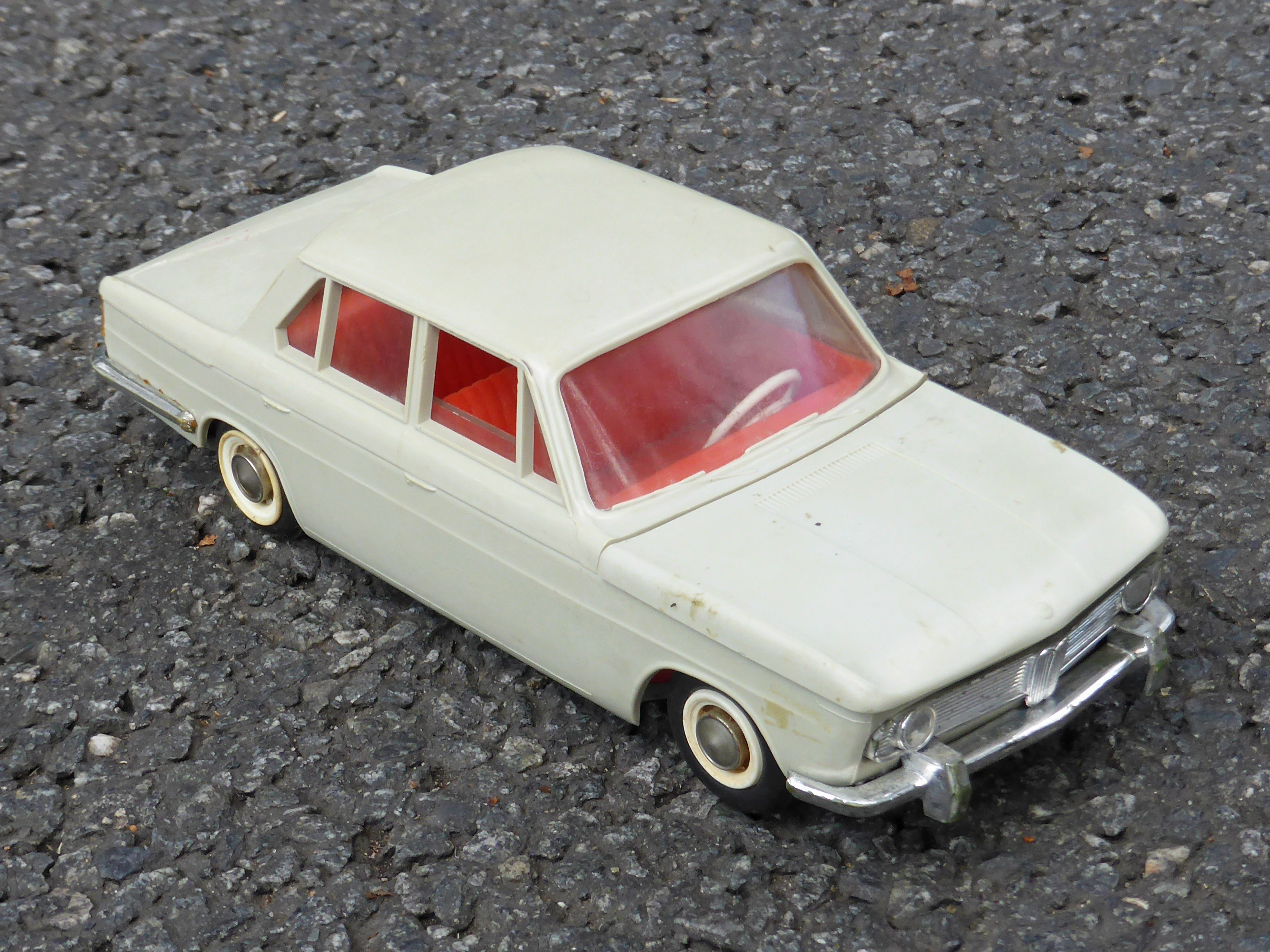
Modellino BMW 1800 della Gama

La GAMA è stata una grande azienda di giocattoli di Norimberga, fondata il 1º gennaio 1882 a Fürth (Germania). George Adam Mangold (nato nel 1860) aveva solo ventidue anni quando si registrò come produttore professionista di giocattoli titolare della Toys - Ready. Il nome GAMA nascerà nel 1924 prendendo le iniziali dal nome del suo fondatore: George Adam Mangold.

## I prodotti
L'azienda ha prodotto soprattutto giocattoli meccanici in latta come escavatori, ruspe, camion, animali e carri armati. Il successo iniziale è dovuto alla produzione di figure di animali in movimento. Il gatto Felix the Cat che ballava con gli occhiali sul naso, fu uno dei modelli che suscitò più interesse negli anni venti, data la produzione che ha sfiorato il milione di pezzi. Con la seconda guerra mondiale la produzione di giocattoli ha subito una forte riduzione per la mancanza dei materiali e per il razionamento imposto, solo dopo la fine della guerra nel 1945 la produzione riprese a livello mondiale soprattutto in Canada, dove era iniziata la produzione per il mercato americano.
Dal 1924, a poco a poco GAMA iniziò a produrre giocattoli tecnologicamente avanzati come auto, moto, aerei e navi. I giocattoli avevano sempre più capacità di movimento grazie ad una meccanica simile a quella degli orologi o movimenti a frizione, entrambi successivamente sostituiti da piccoli motori elettrici.

## I Marchi
Nel 1970 l'azienda cambia il suo nome in TRIX-Mangold (GAMA), dal 1980 i diritti passano alla SCHUCO e nei primi anni novanta GAMA scompare dal registro delle imprese.

## Gama Tank
Particolarmente notevoli per le loro caratteristiche sono i carri armati in latta litografata con carica a molla. Durante il movimento erano in grado di riprodurre il rumore delle mitragliatrici, le quali emettevano anche scintille (atte a simulare lo scarico degli spari) grazie alla frizione di piccole barre in silicio. I Gama Tank erano prodotti con cingoli in gomma bianca, mitragliatrici sprizza-scintille, un cannone che in alcuni modelli poteva lanciare piccole sfere di acciaio, un cambio di direzione, un meccanismo di arresto della trazione e sui più sofisticati anche un meccanismo che consentiva di compiere delle evoluzioni. Nella torretta di alcuni modelli, era anche presente un soldatino in divisa militare nera, che nei tank più piccoli, era sostituito da uno in metallo che durante il funzionamento usciva dalla torretta. Si poteva comandare anche la direzione durante il funzionamento attraverso un collegamento a filo.
Questi giocattoli sono stati prodotti principalmente dopo la seconda guerra mondiale, scatenando non poche critiche riguardo alla scelta di riprodurre mezzi militari. Nella prima manifestazione dedicata al giocattolo, il 1° Toy Fair nel 1950 a Norimberga la Gama presentò una vasta gamma di modelli militari Militarspielzeug fomentando altre critiche dal fronte politico. Dopo l'istituzione della Repubblica Federale tedesca queste critiche diminuirono consentendo il grande successo di questi giocattoli tra i ragazzi, evidenziato dai ventiquattro modelli di carri armati presenti nel catalogo del 1956. Vent'anni dopo, nel 1967, vi erano ancora sedici modelli di Gama Tank tra cui un Leopard 1 (modello numero 714), in dotazione alle forze armate tedesche.

### Descrizione dei modelli
I tank prodotti dopo la seconda guerra mondiale erano di colore verde oliva ed avevano la stella bianca americana sul telaio e sulla torretta, mentre quelli anteguerra erano di colori mimetici. Su tutti i pezzi era presente la scritta del modello e la dicitura GAMA TANK.
Il modello n.60 (18 centimetri di lunghezza) ha una lampadina posizionata sulla parte anteriore, sopra il vano batteria, attivata da una piccola leva. Il tank modello T56 di appena otto centimetri, ha due antenne a semicerchio, in caso di ribaltamento durante il gioco era in grado di ritornare nella posizione corretta.
Ad oggi, i Gama Tank sono considerati oggetti da collezione particolarmente pregiati.